# Symplektisk mangfoldighed
I matematik, og specielt i differentialgeometri, er en symplektisk mangfoldighed en glat mangfoldighed M, der er udstyret med en lukket og ikkedegenereret 2-form, ω, der kaldes en symplektisk form. Studiet af symplektiske mangfoldigheder kaldes symplektisk geometri eller symplektisk topologi.
Symplektiske mangfoldigheder opstår naturligt i abstrakte formuleringer af klassisk mekanik og analytisk mekanik som kotangentbundter af mangfoldigheder; dette er for eksempel tilfældet i hamiltonsk mekanik, som er en af feltets primære motivationer: Heri er mængden af mulige konfigurationer af et system modelleret som en mangfoldighed, og dennes kotangentbundt beskriver systemets faserum.
Enhver reel differentiabel funktion, H, på en symplektisk mangfoldighed kan tjene som en energifunktion eller Hamiltonfunktion. Til enhver Hamiltonfunktion hører et hamiltonsk vektorfelt; dette felts integralkurver er løsninger til Hamilton-Jacobi-ligningerne, og feltet definerer et flow på den symplektiske mangfoldighed, der kaldes et hamiltonsk flow eller en (hamiltonsk) symplektomorfi. If. Liouvilles sætning vil et hamiltonsk flow bevare faserummets volumenform.

## Definition
En symplektisk form på en mangfoldighed M er en ikke-degenereret, lukket og ikkedegenereret 2-form ω. Ikkedegenereretheden betyder her, at der for alle punkter p ∈ M gælder, at der ikke findes tangentvektorer X ∈ TpM forskellige fra 0, så ω(X,Y) = 0 for alle Y ∈ TpM. At ω er lukket vil sige, at den ydre afledede af ω, dvs. dω, er lig nul. En symplektisk mangfoldighed består af et par (M,ω) af en mangfoldighed M og en symplektisk form ω. Mangfoldigheden siges i dette tilfælde at være givet en symplektisk struktur.